# Prix Air Canada
 (octobre 2020).
Si vous disposez d'ouvrages ou d'articles de référence ou si vous connaissez des sites web de qualité traitant du thème abordé ici, merci de compléter l'article en donnant les références utiles à sa vérifiabilité et en les liant à la section « Notes et références ».
 (octobre 2020).
Le prix Air Canada a été créé en 1976 dans le but d'encourager les écrivains canadiens d'expression française. Il était organisé conjointement par Air Canada et la Société des écrivains canadiens.

## Lauréats
- 1976 - Alice Lemieux-Lévesque
- 1977 - René le Clère
- 1978 - Aurélien Boivin
- 1979 - Suzanne Hamel
- 1980 - Negovan Rajic - Histoire de chiens
- 1981 - Gordon Cormon - Marie Uguay
- 1982 - Marie Page - Les Tribulations des rois de Rucence
- 1983 - Pierre Bourgault - Écrits polémiques - tome 1
- 1984 - Luc Bégin - D'après nous - Choix de poèmes 1968-1983
- 1985 - Aucun lauréat
- 1986 - Robert Baillie - Les Voyants
- 1987 - Louis Balthazar - Bilan du nationalisme au Québec
- 1988 - Jean-Marc Fréchette - La sagesse est assise à l'orée
- 1989 - Nicole Houde - L'Enfant de la batture
- 1990 - Gilles Marcotte - Littérature et Circonstances